# Idiosepius pygmaeus
Idiosepius pygmaeus е вид главоного от семейство Idiosepiidae.

## Разпространение и местообитание
Видът е разпространен в Австралия (Куинсланд и Северна територия), Бруней, Виетнам, Източен Тимор, Индонезия, Камбоджа, Малайзия, Папуа Нова Гвинея, Сингапур, Соломонови острови, Тайланд и Филипини.
Обитава крайбрежията на морета и заливи. Среща се на дълбочина от 1 до 4 m, при температура на водата около 26,8 °C и соленост 35 ‰.